# Petticoat Junction
Petticoat Junction è una serie televisiva statunitense in 222 episodi trasmessi per la prima volta nel corso di 7 stagioni dal 1963 al 1970.
È una sitcom incentrata sulle vicende del personale dello Shady Rest Hotel, albergo a conduzione familiare situato appena fuori del centro agricolo di Hooterville.

## Trama
Kate Bradley è la titolare dello Shady Rest Hotel situato nei pressi della cittadina rurale di Hooterville. Il suo pigro zio Joe Carson l'aiuta giorno per giorno nella struttura e fa da mediatore tra le varie e quasi quotidiane crisi che occorrono tra la donna e le sue tre figlie Betty Jo (la rossa), Bobbie Jo (la bruna) e Billie Jo (la bionda). Le attrici che ritraggono Billie Jo e Bobbie Jo cambiarono nel corso degli anni, mentre Betty Jo è stata interpretata dalla stessa attrice per l'intera esecuzione della serie.
All'inizio della quarta stagione viene aggiunto il personaggio del bellimbusto e pilota di aerei agricoli Steve Elliott, considerato da zio Joe una spia. Egli inizialmente rappresenta l'interesse amoroso di Billie Jo; durante la stagione seguente, però, Steve sposa Betty Jo. La sterzata alla trama fu il risultato della relazione che si era sviluppata nella vita reale tra gli attori Mike Minor e Linda Kaye. Dopo il matrimonio, i due mettono su casa in un cottage vicino alle piste degli aeroplani tra Hooterville e Pixley ed hanno anche un figlio nel corso della stagione successiva. Alla fine si spostano di nuovo allo Shady Rest Hotel nell'ultimo anno di produzione.
Molte scene si svolgono sul Cannonball Hooterville, un treno a vapore che funziona più come un taxi, diretto dall'ingegnere Charley Pratt e dal direttore, Floyd Smoot. Non è raro che il Cannonball faccia soste fuori programma per permettere ad una delle figlie di Kate di recarsi a pescare o a raccogliere i frutti per il menu del ristorante dell'Hotel. Di tanto in tanto, Betty Jo si mette alla guida del treno in quanto questo è uno dei suoi passatempi preferiti. Un'altra destinazione usuale è spesso l'emporio di Sam Drucker. Il negozio di Drucker è menzionato come uno dei preferiti dagli agricoltori di Hooterville perché egli fa credito ai clienti abituali, mentre i negozi della vicina cittadina di Pixley vogliono contanti.
Un altro personaggio è il cane compagno delle ragazze, chiamato semplicemente "Dog", interpretato da "Higgins", che in seguito continuerà ad acquisire notorietà ancora maggiore come Benji, in Italia Beniamino, cane protagonista di vari film dal 1974 al 2004 diretti da Joe Camp.
Homer Bedloe è il vice presidente della C. & F.W. Railroad, la linea su cui transita il Cannonball Hooterville. Bedloe è un uomo meschino che visita lo Shady Rest periodicamente cercando di imporre una giustificazione per mettere fine al servizio ferroviario del Cannonball, senza avere mai successo.

### Modifiche al cast
Nel 1967, la serie subì la sua prima perdita, quando Smiley Burnette, interprete dell'ingegnere Charley Pratt, morì. Rufe Davis (nel ruolo di Floyd Smoot) assunse entrambi i ruoli di ingegnere e capotreno per un po' e venne poi sostituito l'anno successivo da Wendell Gibbs, interpretato da Byron Foulger. Durante l'ultima stagione (1969-1970), Foulger divenne troppo malato per continuare e Davis tornò per l'episodio Last Train To Pixley. Ironia della sorte, Foulger morì lo stesso giorno in cui andò in onda l'episodio finale di Petticoat Junction: il 4 aprile 1970.
Bea Benaderet, che interpretava la madre delle ragazze, Kate, morì nel 1968; June Lockhart si unì quindi al cast nel ruolo della dottoressa Janet Craig, una figura materna per le ragazze, dal 1968 fino alla fine della serie nel 1970.
Betty Jo viene interpretata da Linda Kaye (figlia del creatore della serie) per l'intera esecuzione. Tuttavia, le attrici che ritraggono le sue sorelle cambiano nel corso degli anni. Sharon Tate venne originariamente scelta per interpretare Billie Jo; tuttavia, la CBS decise di licenziarla quando la donna posò per alcune foto succinte. Fu sostituita poco prima dell'inizio della serie e per i primi due anni (1963-1965) da Jeannine Riley, che poi lasciò per perseguire una carriera nel cinema; nella terza stagione (1965-1966) Billie Jo viene interpretata da Gunilla Hutton e quindi per il resto della serie (1966-1970) da Meredith MacRae. Bobbie Jo viene interpretata nei primi due anni (1963-1965) da Pat Woodell, che lasciò la serie per iniziare una carriera di cantante, e poi (1965-1970) da Saunders Lori. I membri del cast che restarono in tutte le stagioni sono Edgar Buchanan, la Kaye e Frank Cady.

## I crossover conLa fattoria dei giorni felicieThe Beverly Hillbillies
Petticoat Junction è inserita nello stesso mondo immaginario della sitcom La fattoria dei giorni felici (Green Acres), anch'essa ambientata ad Hooterville. Entrambe condividono diversi personaggi tra cui Sam Drucker, Newt Kiley e Floyd Smoot. Un certo numero di personaggi di base di Green Acres, come Fred e Doris Ziffel (in origine la moglie di Fred, viene denominata "Ruthie"), Arnold the Pig, Newt Kiley, e Ben Miller, fecero la loro prima apparizione in Petticoat Junction nella stagione 1964-1965, che vede diversi episodi sceneggiati dal creatore di Green Acres Jay Sommers. Altri crossover si possono notare durante le prime due stagioni di Green Acres con The Beverly Hillbillies.
Di seguito è riportato un elenco di episodi di Petticoat Junction con personaggi di La fattoria dei giorni felici. Solo quelli che hanno debuttato prima in La fattoria dei giorni felici sono contati.
Stagione 3
- Episodio 2: The Baffling Raffle - Oliver Wendell Douglas, Lisa Douglas
- Episodio 3: The Dog Turns Playboy - Oliver Wendell Douglas
- Episodio 4: The Good Luck Ring - Oliver Wendell Douglas, Lisa Douglas
- Episodio 5: Joe Carson, General Contractor - Oliver Wendell Douglas, Lisa Douglas
- Episodio 6: Bobbie Jo's Sorority - Oliver Wendell Douglas, Lisa Douglas
- Episodio 7: A Doctor in the House - Oliver Wendell Douglas
- Episodio 8: Hooterville-A-Go-Go - Oliver Wendell Douglas, Lisa Douglas
- Episodio 10: Betty Jo Goes to New York - Oliver Wendell Douglas, Lisa Douglas
- Episodio 13: Uncle Joe Plays Post Office - Oliver Wendell Douglas
- Episodio 19: Yogurt, Anyone? - Oliver Wendell Douglas
- Episodio 21: The County Fair - Mr. Haney
- Episodio 29: Kate Bradley, Peacemaker - Oliver Wendell Douglas
- Episodio 32: The Young Matchmakers - Lisa Douglas

Stagione 4
- Episodio 1: Young Love - Eb Dawson
- Episodio 5: The All-Night Party - Eb Dawson
- Episodio 11: The Runt Strikes Back - Eb Dawson
- Episodio 13: The Santa Claus Special - Eb Dawson
- Episodio 26: Author! Author! - Eb Dawson

Stagione 5
- Episodio 3: One Dozen Roses - Eb Dawson

Stagione 6
- Episodio 4: The Valley Has a Baby - Oliver Wendell Douglas, Lisa Douglas
- Episodio 14: The Ballad of the Everyday Housewife - Lisa Douglas

Stagione 7
- Episodio 3: The Other Woman - Mr. Haney
- Episodio 9: A Most Momentous Occasion - Mr. Haney

## Personaggi e interpreti

### Personaggi principali
- Zio Joe Carson (222 episodi, 1963-1970), interpretato da Edgar Buchanan.
- Betty Jo Bradley (222 episodi, 1963-1970), interpretata da Linda Henning.
- Bobbie Jo Bradley, interpretata da:
  - Lori Saunders (148 episodi, 1965-1970)
  - Pat Woodell (70 episodi, 1963-1965)
- Billie Jo Bradley, interpretata da: 
  - Meredith MacRae (114 episodi, 1966-1970)
  - Jeannine Riley  (73 episodi, 1963-1965)
  - Gunilla Hutton  (33 episodi, 1965-1966)
- Kate Bradley (175 episodi, 1963-1968), interpretata da Bea Benaderet.
- Sam Drucker (165 episodi, 1963-1970), interpretato da Frank Cady.
- Floyd Smoot (128 episodi, 1963-1970), interpretato da Rufe Davis.
- Steve Elliott (112 episodi, 1964-1970), interpretato da Mike Minor.
- Charley Pratt (105 episodi, 1963-1967), interpretato da Smiley Burnette.

### Personaggi secondari
- Dottoressa Janet Craig (45 episodi, 1968-1970), interpretata da June Lockhart.
- Homer Bedloe (24 episodi, 1963-1968), interpretato da Charles Lane.
- Wendell Gibbs (22 episodi, 1965-1969), interpretato da Byron Foulger.
- Selma Plout (19 episodi, 1963-1970), interpretata da Elvia Allman.
- Newt Kiley (17 episodi, 1964-1969), interpretato da Kay E. Kuter.
- Roger Budd (15 episodi, 1963-1969), interpretato da Jack Bannon.
- Oliver Wendell Douglas (12 episodi, 1965-1968), interpretato da Eddie Albert.
- Orrin Pike (11 episodi, 1969-1970), interpretato da Jonathan Daly.
- Fred Ziffel (11 episodi, 1963-1966), interpretato da Hank Patterson.
- Norman Curtis (10 episodi, 1963-1970), interpretato da Roy Roberts.
- Orville Miggs (9 episodi, 1963-1967), interpretato da Jimmy Hawkins.
- Bert Smedley (9 episodi, 1968-1969), interpretato da Paul Hartman.
- Nonno Miller (9 episodi, 1964-1970), interpretato da Walter Baldwin.
- Paul Henderson (9 episodi, 1964-1966), interpretato da Paul De Rolf.
- Lisa Douglas (9 episodi, 1965-1969), interpretata da Eva Gabor.
- Kathy Jo Elliott (9 episodi, 1969-1970), interpretata da Elna Hubbell.
- Selma Plout (8 episodi, 1964-1969), interpretata da Virginia Sale.
- Herby Bates (8 episodi, 1963-1964), interpretato da Don Washbrook.
- Dottor Barton Stuart (7 episodi, 1968-1969), interpretato da Regis Toomey.
- Henrietta Plout (7 episodi, 1966-1970), interpretato da Lynette Winter.
- Zia Helen (7 episodi, 1964-1968), interpretata da Rosemary DeCamp.
- Dottor Barton Stuart (7 episodi, 1964-1970), interpretato da Frank Ferguson.
- Eb Dawson (6 episodi, 1966-1967), interpretato da Tom Lester.
- Willie (6 episodi, 1964-1969), interpretato da Jay Ripley.
- Ben Miller (6 episodi, 1964-1966), interpretato da Tom Fadden.
- Roy Turlock (6 episodi, 1966-1968), interpretato da Hank Worden.
- Bailiff Vince Tucker (5 episodi, 1965-1970), interpretato da Parley Baer.
- Jeff Powers (5 episodi, 1968), interpretato da Geoff Edwards.
- Bert Smedley (5 episodi, 1963-1969), interpretato da Olan Soule.
- Bernie McKenzie (5 episodi, 1966-1967), interpretato da Terry Phillips.
- Henrietta Watson (5 episodi, 1965-1966), interpretata da Susan Walther.
- Mrs. Frisby (5 episodi, 1967-1970), interpretata da Sarah Selby.

## Produzione
La serie, ideata da Paul Henning, fu prodotta da Filmways Television e McCadden Productions e Wayfilms e girata a Jamestown e a Los Angeles in California. Le musiche furono composte da Curt Massey. L'idea di Petticoat Junction venne a Paul Henning dopo le numerose storie raccontategli dalla moglie delle sue avventure d'infanzia, quando era in visita presso l'Hotel Burris, di proprietà della sua famiglia, a Eldon, in Missouri. Durante la pre-produzione, i titoli proposti furono Ozark Widow, Dern Tootin' e Whistle Stop.

### Registi
Tra i registi sono accreditati:
- Ralph Levy in 50 episodi (1964-1969)
- Charles Barton in 38 episodi (1965-1967)
- Richard L. Bare in 34 episodi (1964-1965)
- Guy Scarpitta in 29 episodi (1963-1969)
- Elliott Lewis in 25 episodi (1969-1970)
- David Alexander in 12 episodi (1963-1964)
- Jean Yarbrough in 11 episodi (1963-1969)
- Stanley Z. Cherry in 6 episodi (1965-1966)
- Dick Moder in 6 episodi (1965-1966)
- Sherman Marks in 2 episodi (1963)
- Dick Wesson in 2 episodi (1964)
- Hollingsworth Morse in 2 episodi (1965-1966)
- Ezra Stone in 2 episodi (1966)

### Sceneggiatori
Tra gli sceneggiatori sono accreditati:
- Paul Henning in 222 episodi (1963-1970)
- Dick Conway in 97 episodi (1966-1970)
- Charles Stewart in 94 episodi (1966-1970)
- Lou Huston in 40 episodi (1964-1967)
- Al Schwartz in 28 episodi (1965-1967)
- Jay Sommers in 27 episodi (1964-1966)
- Dick Wesson in 9 episodi (1963-1966)
- Howard Harris in 9 episodi (1965-1966)
- Joel Kane in 6 episodi (1963-1966)
- Seaman Jacobs in 6 episodi (1963-1964)
- Ed James in 6 episodi (1963-1964)
- Mark Tuttle in 5 episodi (1963-1966)
- Hannibal Coons in 5 episodi (1964)
- Harry Winkler in 5 episodi (1964)
- Richard Baer in 3 episodi (1963-1964)
- Bill Manhoff in 3 episodi (1963-1964)
- Leo Rifkin in 3 episodi (1964)
- Jerry Seelen in 3 episodi (1964)

## Distribuzione
La serie fu trasmessa negli Stati Uniti dal 24 settembre 1963 al 12 settembre 1970 sulla rete televisiva CBS. È stata distribuita anche in Francia con il titolo Petticoat Junction.

## Episodi
| Stagione         | Episodi | Prima TV USA |
| ---------------- | ------- | ------------ |
| Prima stagione   | 38      | 1963-1964    |
| Seconda stagione | 36      | 1964-1965    |
| Terza stagione   | 34      | 1965-1966    |
| Quarta stagione  | 32      | 1966-1967    |
| Quinta stagione  | 30      | 1967-1968    |
| Sesta stagione   | 26      | 1968-1969    |
| Settima stagione | 26      | 1969-1970    |